# Madrela angusta
Madrela angusta är en spindelart som först beskrevs av Simon 1889.  Madrela angusta ingår i släktet Madrela och familjen Zodariidae.
Artens utbredningsområde är Madagaskar. Inga underarter finns listade i Catalogue of Life.